# Marijke Veugelers
Elisabeth Marijke Veugelers (Kobe, 1 de dezembro de 1952) é uma atriz neerlandesa. Em 1987, ganhou um Bezerro de Ouro pelo papel de Karin de Bruin no filme Van geluk gesproken.

## Carreira
Marijke Veugelers interpretou o papel de Anke Chaiavelli na série de televisão Spijkerhoek (1989–1993). Seus outros trabalhos incluem papéis especiais em Coverstory, Baantjer en Wildschut e De Vries, entre outros. Em 1996 desempenhou o papel de Lientje de Vries na série De Winkel do canal RTL 4, escrita por Marjan Berk.
No cinema, ela pode ser vista nos filmes De Schorpioen (1984), Ei (1988), Nynke (2001), De nacht van Aalbers (2001) e 06/05 (2004).

## Filmografia
- 1984: De schorpioen como Helma
- 1984: Gebroken spiegels como Francine
- 1985: Thomas en Senior op het spoor van Brute Berend como Jornalista
- 1987: Zoeken naar Eileen como Voix de Marian Faber / Eileen W.
- 1987: Van geluk gesproken como Karin de Bruin
- 1988: Sur les traces de Bernard le pirate como Jornalista
- 1988: Vreemde Vogels como Saar
- 1988: Ei como Eva
- 1989-1991: Spijkerhoek como Anke Chaiavelli
- 1990-1996: 12 steden, 13 ongelukken como Eveline / Emmy / Evelien Heemskerk
- 1993: Pleidooi como Frieda Wauters
- 1993: Vals licht como mãe de Simon
- 1993: Niemand de deur uit como Erica Bloem
- 1993: Angie como mãe de Angie
- 1993: Coverstory como mãe de Kitty
- 1995: Gemengde berichten como Maria
- 1996: Baantjer como Irene de Groot
- 1996: De winkel como Lientje de Vries
- 2000: Wildschut & De Vries como Jeanne Boxmeer
- 2000: Blauw blauw como Sra. Gerritsen
- 2001: Baby Blue como A vizinha
- 2001: De nacht van Aalbers como Therèse Aalbers
- 2001: Nynke como Dra. Fischer
- 2004: 06/05 como A vizinha